# Джовани Гронки
Джова̀ни Гро̀нки (на италиански: Giovanni Gronchi) е италиански политик, 3-ти президент на Италия от 11 май 1955 г. до 11 май 1962 г. Управлението му е белязано от противоречив и провалил се опит за „отваряне към левицата“ в италианската политика.
Гронки спомага за учредяването на католическата Италианска народна партия след края на Първата световна война. Той е избран за депутат през 1919 г. и е в опозицията на Бенито Мусолини. След Втората световна война отново е избран за депутат и служи като министър на промишлеността и търговията в четири правителства от 1944 до 1946 г. След това е избран в Конституционното събрание (1946) и в Камарата на депутатите (1948), на която скоро става говорител.
Като президент, той е силно критикуван за намесата му в дипломацията на страната, както и във вътрешните дела. Прави много държавни визити, включително и до Съветския съюз (1960), където отива въпреки неодобрението от страна на църквата.